# Comisión Reguladora Nuclear de Estados Unidos

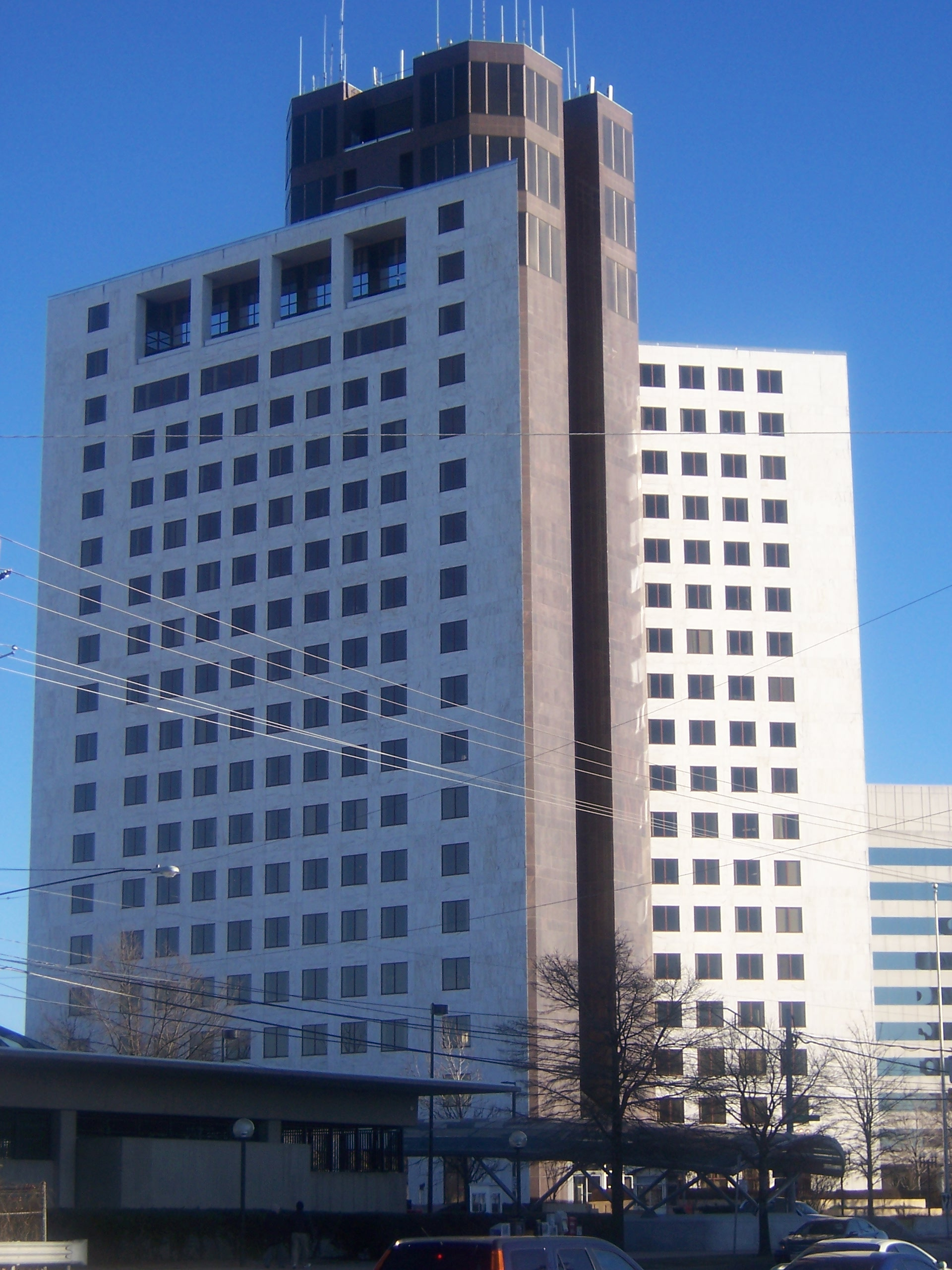
Sede central de la NRC Rockville,Maryland.

La Comisión Reguladora Nuclear de Estados Unidos (en inglés Nuclear Regulatory Comission (NRC)) es una agencia estatal que fue fundada a partir de la Ley de Reorganización de la Energía de 1974, y se inauguró el 19 de enero de 1975. La NRC se hizo cargo de la supervisión de los asuntos relacionados con la energía eléctrica y la seguridad nuclear, antes controlados por la Comisión de Energía Atómica (conocida por sus siglas AEC). La supervisión de las armas nucleares, así como la promoción de la energía nuclear, fue transferida por la misma Acta a la Energy Research and Development Administration, eliminándose por ello la AEC (en 1977, y la ERDA se convirtió en el Departamento de Energía).
Como su predecesora, la AEC, la NRC supervisa la seguridad de los reactores, los permisos y sus renovaciones, la seguridad y aprobación de los materiales, y la gestión de los residuos (almacenaje y vertido).
La misión de la NRC es regular el uso civil nacional de los productos derivados, su fuente, y asegurar la adecuada protección de la salud y seguridad pública, de los materiales especiales, promover la defensa y seguridad comunes, y proteger el medio ambiente.
La misión reguladora de la NRC cubre tres áreas principales:
- Reactores – Reactores comerciales para generar energía eléctrica y reactores de investigación y prueba utilizados en investigación, pruebas o formación.
- Materiales - Usos de materiales nucleares en medicina, industria e instrucción, e instalaciones que producen combustible nuclear.
- Residuos - Transporte, almacenaje y vertido de materiales nucleares y residuos y desinstalación de instalaciones nucleares.

La NRC está encabezada por cinco comisionados que son designados por el presidente de los Estados Unidos y confirmados por el Senado por el plazo de cinco años. Uno de ellos es designado por el presidente para que actúe como Presidente y portavoz oficial de la Comisión.
Con sede principal en Rockville, Maryland, la NRC está dividida en 4 regiones:
- Región I, situada en King of Prussia, Pensilvania, supervisa el nordeste de los Estados Unidos.
- Región II, situada en Atlanta, Georgia supervisa el sudeste de los Estados Unidos.
- Región III, situada en Lisle, Illinois, supervisa el norte del medio oeste de los Estados Unidos.
- Región IV, situada en Arlington, Texas, supervisa el sur del medio oeste de los Estados Unidos.

Estas cuatro regiones supervisan el funcionamiento de 104 reactores productores de energía y 36 no productores. Dicha supervisión se lleva a cabo en varios niveles, por ejemplo:
- Cada emplazamiento de reactor productor de energía tiene Inspectores Residentes que controlan el funcionamiento del día a día.
- Numerosos equipos de inspección especiales, con muchas especialidades distintas, llevan a cabo inspecciones rutinarias en cada emplazamiento.
- Los informes Whistleblower (de alerta) son investigados por equipos especiales.